# Cirolana carinata
Cirolana carinata är en kräftdjursart som beskrevs av Yu och Li 200. Cirolana carinata ingår i släktet Cirolana och familjen Cirolanidae. Inga underarter finns listade i Catalogue of Life.